# Karl Franz Adelsberger von Illingenthal
Karl Franz Adelsberger von Illingenthal, avstrijski general, * 1804, † 4. oktober 1866.

## Življenjepis
Leta 1857 je bil predsednik združene vojaško-civilne politično-sodne komisije, ki je delovala v okviru 1. armade.

## Pregled vojaške kariere
Napredovanja
- generalmajor: 24. april 1859